# Verdensrummet
Verdensrummet er de forholdsvis tomme områder af universet, fraregnet stjerner og planeter med den tætte del af deres atmosfære.[kilde mangler] Ofte betegner man det blot som "rummet", specielt i forbindelse med rumfart.
Et andet, relateret begreb er "det ydre rum", som betegner universet uden for Jorden og dens atmosfære.